# George Fisher (Sänger)

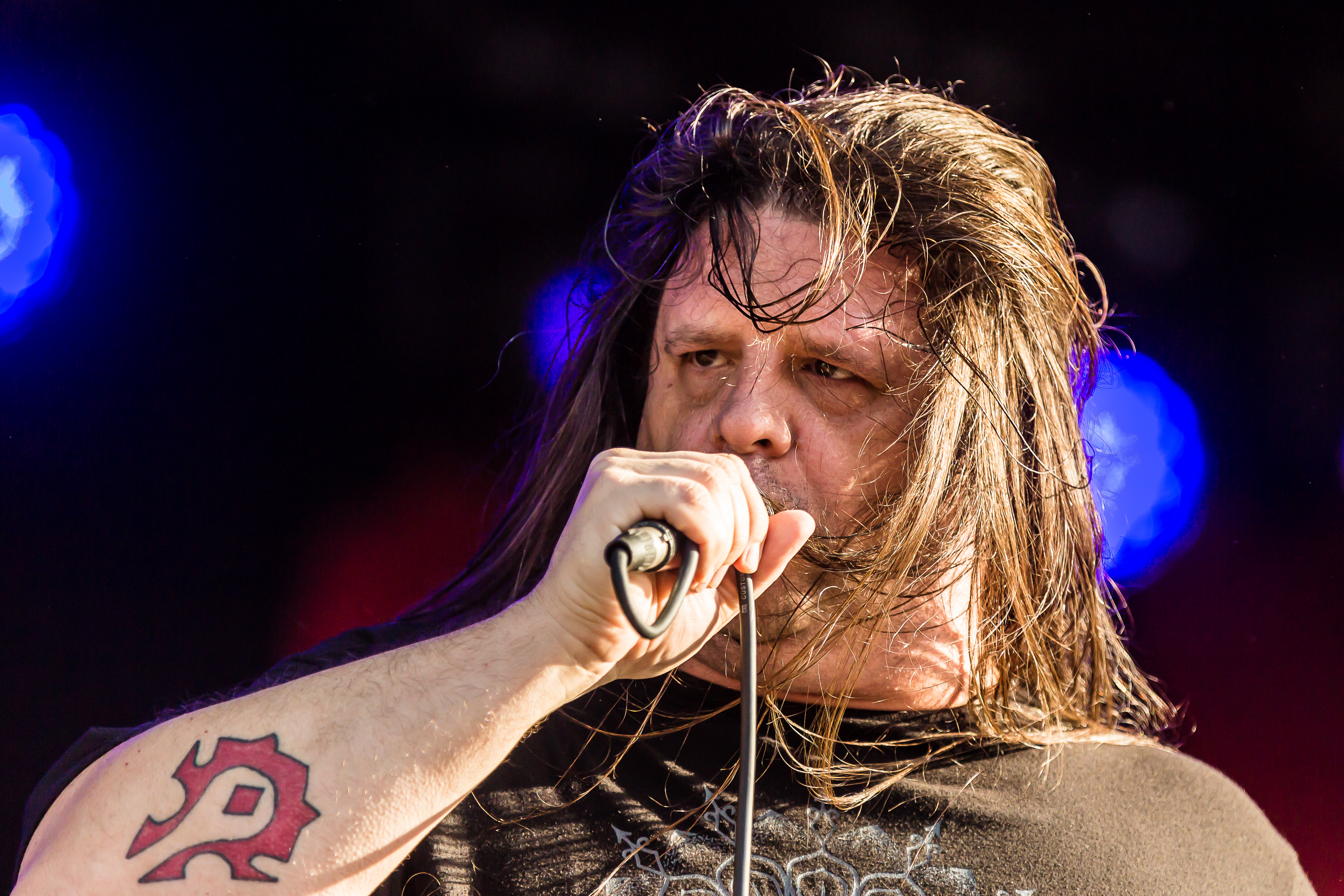
George „Corpsegrinder“ Fisher, 2018

George „Corpsegrinder“ Fisher (* 8. Juli 1970 in Baltimore, Maryland) ist ein US-amerikanischer Death-Metal-Sänger. „Corpsegrinder“ ist sowohl sein Spitzname als auch der Name seiner ersten Band.

## Biografie
George Fisher wurde am 8. Juli 1970 geboren. 1989 gründete er die Band „Corpsegrinder“, mit der er zwei Demos veröffentlichte. 
1990 wurde er dann Sänger der neu gegründeten Death-Metal-Band Monstrosity, mit der er zwei Alben veröffentlichte. Als sich Cannibal Corpse von ihrem Sänger Chris Barnes trennte, wurde Fisher als neuer Sänger angeworben. 
Seit 1994 ist er außerdem der Sänger der Melodic-Death-Metal-Band Paths of Possession. Mit Paths of Possession hat Fisher bisher drei Alben veröffentlicht. Er war ebenfalls als Gastsänger bei Suffocation aktiv. Zudem hat er Leadvocals auf dem selbstbetitelten Debütalbum von Serpentine Dominion eingesungen.
In der Zeichentrickserie Metalocalypse über die Abenteuer einer fiktiven Death-Metal-Band spricht er in 8 Folgen einen Attentäter.

## Diskografie

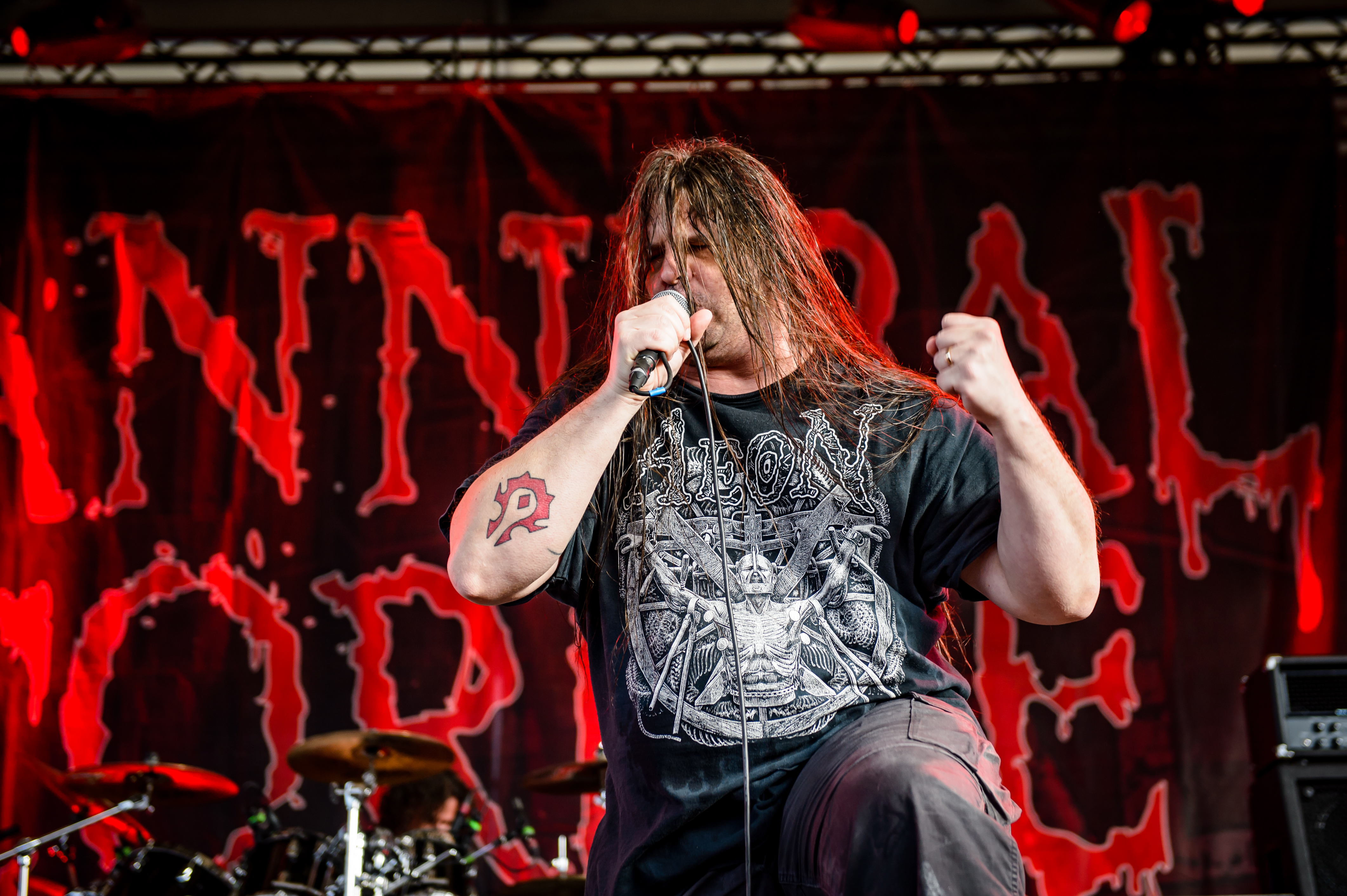
Fisher mit Cannibal Corpse auf dem Rock-Hard-Festival 2016 in Deutschland

### Corpsegrinder
- 1991: Demo 1991 (Demo)
- 1991: Live Tape'91
- 1993: Shadows (Demo)
- 2022: Corpsegrinder

### Monstrosity
- 1991: Horror Infinity (Demo)
- 1991: Burden of Evil (Single)
- 1992: Darkest Dream (Single)
- 1992: Imperial Doom
- 1994: Slaves and Masters (Demo)
- 1996: Millennium

### Suffocation
- 1992: Effigy of the Forgotten (als Gastsänger)

### Cannibal Corpse
- 1996: Vile
- 1997: Monolith of Death (DVD/VHS)
- 1998: Gallery of Suicide
- 1999: Bloodthirst
- 2000: Sacrifice / Confessions (Single)
- 2000: Live Cannibalism
- 2002: Gore Obsessed
- 2002: Worm Infested (EP)
- 2003: 15 Year Killing Spree (Boxset)
- 2004: The Wretched Spawn
- 2006: Kill
- 2009: Evisceration Plague (Single)
- 2009: Evisceration Plague
- 2012: Torture
- 2014: A Skeletal Domain
- 2017: Red Before Black
- 2021: Violence Unimagined
- 2023: Chaos Horrific

### Paths of Possession
- 2002: Legacy in Ashes
- 2003: The Crypt of Madness (Splitalbum mit Dark Faith)
- 2005: Promises in Blood
- 2007: The End of the Hour

### Serpentine Dominion
- 2016: Serpentine Dominion

### Voodoo Gods
- 2020: The Divinity of Blood

## Filmografie
- 2000: Cannibal Corpse: Live Cannibalism
- 2003: Metal Interviews: The Grimoire Style
- 2004: Cannibal Corpse: The Making of ‘The Wretched Spawn’
- 2005: Metal – A Headbanger’s Journey
- 2006: Assmonster: The Making of a Horror Movie
- 2007/2008: Metalocalypse (Sprechrolle)
- 2008: Cannibal Corpse: Centuries of Torment
- 2009: Cannibal Corpse: The Making of ‘Evisceration Plague’
- 2011: Global Evisceration